# Лагодин, Пивония Дмитриевна
Пивония Дмитриевна Лагодин (1933—2015) — советская доярка колхоза имени В. И. Ленина Черновицкой области Украинской ССР, передовик производства в сельском хозяйстве. Герой Социалистического Труда (1986).

## Биография
Родилась 11 апреля 1933 года в селе Мамаевцы.
С 1941 по 1944 годы в период Великой Отечественной войны П. Д. Лагодин находилась на оккупированной территории Черновицкой области и жила в селе Мамаивцы, с 1942 года проходила обучение в Мамаивской сельской школе.
С 1950 года П. Д. Лагодин начала свою трудовую деятельность дояркой на ферме колхоза имени В. И. Ленина в родном селе Мамаивцы. Во время заготовки кормов для животных П. Д. Лагодин, травмировала руку, но продолжила плодотворную работу и стала лидером в Черновицкой области по надоям молока.
П. Д. Лагодин поставила рекорд по получению молока от своих коров, надоив — 7026 килограммов молока от каждой из тридцати коров закреплённых за ней — это был лучший результат во всей Черновицкой области и такого не до неё и не после, добиться никто не смог.
8 апреля 1971 года «за выдающиеся трудовые показатели и за успехи, достигнутые при выполнении плана 1970 года и принятых социалистических обязательств по выпуску продукции, повышению эффективности производства качества работы» Указом Президиума Верховного Совета СССР Пивония Дмитриевна Лагодин была награждена Орденом Ленина.
Основное внимание П. Д. Лагодин уделяла передовыми методами работы и они были в приоритете её деятельности. Для передачи новаторского опыта передовика производства П. Д. Лагодин, при колхозе имени В. И. Ленина была организована школа передового опыта названная её именем, в этой школе перенимали опыт доярки не только со всего Кицманского района и Черновицкой области, но и со всей Украинской ССР. П. Д. Лагодин была постоянным участников Всесоюзной выставки достижений народного хозяйства СССР в Москве, за свои достижения в сельскохозяйственной продукции награждалась медалями ВДНХ, в том числе и золотой медалью этой выставки.
24 декабря 1976 года «за выдающиеся достижения в области развития народного хозяйства» Указом Президиума Верховного Совета СССР Пивония Дмитриевна Лагодин была награждена Орденом Октябрьской революции.
7 июля 1986 года Указом Президиума Верховного Совета СССР «за выдающиеся производственные достижения, успешное выполнение заданий одиннадцатой пятилетки и социалистических обязательств и проявленную трудовую доблесть» Пивония Дмитриевна Лагодин была удостоена звания Героя Социалистического Труда с вручением Ордена Ленина и золотой медали «Серп и Молот».
Делегат XXVI съезда КПСС (1981).
С 1988 года вышла на заслуженный отдых. Жила в селе Мамаевцы.
Умерла 2 октября 2015 года. Похоронена на кладбище села Мамаевцы.

## Семья
Зять П. Д. Лагодин — Я. А. Швец (род. 1949) — Герой Украины, был руководителем коллективного сельскохозяйственного предприятия «Мамаивцы».

## Награды
- Медаль «Серп и Молот» (7.07.1986)
- Два Ордена Ленина (8.04.1971, 7.07.1986)
- Орден Октябрьской революции (24.12.1976)
- Золотая медаль ВДНХ